# Dinitrogenpentoxid
Dinitrogenpentoxid (N2O5) er en ustabil forbindelse af kvælstof og ilt – givet tid vil stoffet langsomt dekomponere (molekylerne "falder fra hinanden") til kvælstofdioxid og ilt. Ved reaktion med vand danner det salpetersyre.